# John Bosman
Johannes "John" Jacobus Bosman (Bovenkerk, 1 de fevereiro de 1965) é um ex-futebolista profissional holandês, jogava na posição de atacante.
Foi jogador profissional por 19 anos, jogando em clubes importantes como Ajax e Anderlecht, somando mais de 100 gols. Bosman representou a Holanda na Copa do Mundo de 1994 e na Euro 1988 se sagrando campeão neste ultimo torneio.

## Carreira como jogador

### Ajax
Bosman começou sua carreira no Ajax, fazendo sua estreia em 20 de novembro de 1983 com a idade de 18 anos no jogo contra o Roda JC, marcando seu primeiro gol na partida que terminou 5 a 2 para  o Ajax.
De 1984 a 1987, Bosman e seu companheiro Marco Van Basten marcaram juntos 138 gols (48 de Bosman) no Campeonato Nacional. Depois de Van Basten sair e ir para o Milan em 1987, Bosman marcou 25 gols na temporada 1987-1988 ajudando o Ajax a terminar na segunda posição.

### Mechelen
No início da temporada 1988-89 Bosman se transferiu para o Mechelen da Belgica que havia sido campeão da Recopa Europeia na temporada anterior.
Ainda ajudou o time a conquistar o campeonato nacional apos 41 anos.

### Final da carreira
Com 31 anos, Bosman retornou para seu país para jogar no FC Twente, fazendo 20 gols.
Jogou também no Az Alkmaar, e terminou sua carreira com 37 anos e um total de 522 jogos e 241 gols.

## Seleção Holandesa
Bosman fez 30 jogos pela seleção da Holanda. Sua estreia foi em um amistoso contra a Alemanha Ocidental em 1986. Em 1988 foi convocado pelo técnico Rinus Michels para a Eurocopa onde se sagraria campeão com sua seleção. Foi convocado também para a Copa do Mundo de 1994. 

## Títulos

### Clubes
- Recopa Europeia: Campeão 1986–87 , Vice 1987-88
- Eredivisie: 1984-85
- KNVB Cup: 1985-86 ,1986-87